# Bond Minicar
Bond Minicar es una serie de microcoches económicos de tres ruedas que fueron fabricados por el fabricante de automóviles británico Sharp's Commercials Ltd (la compañía pasó a llamarse Bond Cars Limited en 1964), en Preston, Lancashire, entre 1949 y 1966.

## Orígenes
El concepto básico del minicar se derivó de un prototipo construido por Lawrence "Lawrie" Bond, un ingeniero de Preston. Durante la guerra, Bond había trabajado como diseñador aeronáutico para Blackburn Aircraft Company antes de establecer una pequeña empresa de ingeniería en Blackpool, fabricando componentes de aeronaves y vehículos para el gobierno. Después de la guerra, trasladó su empresa a Longridge, donde construyó una serie de pequeños e innovadores coches de carreras, que corrieron con un modesto éxito. A principios de 1948, reveló a la prensa el prototipo de lo que se describió como un nuevo minicar.
Descrito como un "runabout de radio corto, con el propósito de hacer compras y hacer llamadas en un radio de 20 a 30 millas", se demostró que el prototipo ascendía una pendiente del 25% con el conductor y el pasajero a bordo. Se informó que tenía un motor Villiers de dos tiempos de 125 cc (8 pulgadas cúbicas) con una caja de cambios de tres velocidades, un peso en seco de 195 libras (88 kg) y una velocidad de crucero de alrededor de 30 mph (48 km/h). En el momento del informe (mayo de 1948), se afirmó que se "esperaba que la producción comenzara dentro de tres meses". El prototipo fue construido en las instalaciones de Bond en Berry Lane, Longridge, donde ahora se conmemora con una placa azul.
Sharp's Commercials era una empresa contratada por el Ministerio de Abastecimiento para reconstruir vehículos militares. Sabiendo que el Ministerio estaba terminando su contrato en 1948, y reconociendo las limitaciones de sus trabajos existentes como base para la producción en cadena, Bond se acercó al Director Gerente de Sharp's, el Teniente Coronel Charles Reginald 'Reg' Gray, para preguntarle si podía alquila la fábrica para construir su coche. Gray se negó, pero dijo que, en cambio, Sharp's podría fabricar el automóvil para Bond y los dos llegaron a un acuerdo sobre esta base. Bond llevó a cabo más trabajos de desarrollo en el Minicar, pero una vez que la producción en masa estuvo en marcha, abandonó el proyecto y vendió los derechos de diseño y fabricación a Sharp's.

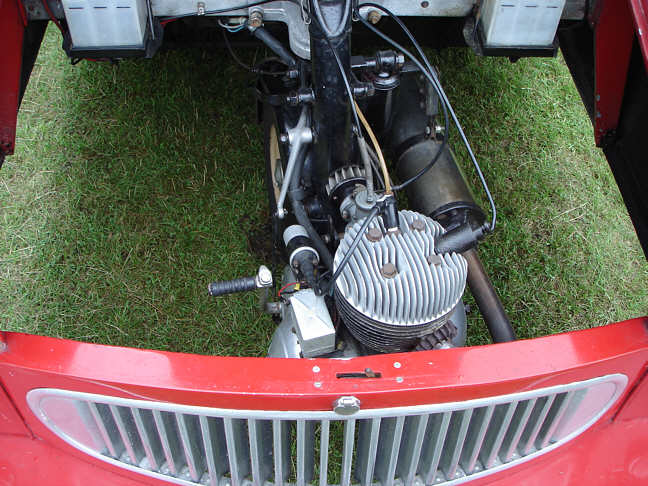
El compartimento del motor de un Minicar Mark F. de 1959. El pedal de arranque en el lado derecho del motor se instaló para uso de emergencia; todos los Minicars se arrancaban desde el asiento del conductor.

El prototipo y los primeros automóviles utilizaban carrocería de aluminio con revestimiento reforzado, aunque los modelos posteriores incorporaron miembros del chasis de acero. El Minicar fue uno de los primeros automóviles británicos en utilizar paneles de carrocería de fibra de vidrio.
Aunque conserva gran parte del concepto original de Lawrie Bond de un vehículo simple, liviano y económico, el Minicar fue desarrollado gradualmente por Sharp a través de varias iteraciones diferentes. La mayoría de los coches eran descapotables, aunque más tarde se ofrecieron modelos de hardtop, junto con versiones de furgoneta y familiar. Los minicars estaban generalmente disponibles en forma estándar o de lujo, aunque la distinción entre los dos era principalmente de detalles mecánicos más que de lujo. Los coches fueron propulsados inicialmente por un motor de dos tiempos Villiers monocilíndrico de 122 cc (7 pulgadas cúbicas). En diciembre de 1949 se actualizó a una unidad de 197 cc (12 pulgadas cúbicas). El motor se actualizó aún más en 1958, primero a un monocilíndrico de 247 cc (15 pulgadas cúbicas) y luego a un Villiers 4T bicilíndrico de 247 cc (15 pulgadas cúbicas). Estos motores refrigerados por aire se desarrollaron principalmente como unidades de motocicleta y, por lo tanto, no tenían marcha atrás. Sin embargo, esto fue un inconveniente mínimo, porque el motor, la caja de cambios y la rueda delantera estaban montados como una sola unidad y podían girarse con el volante hasta 90 grados a cada lado de la posición de avance, lo que permite que el automóvil gire dentro de su propia longitud.
En los modelos posteriores se ofreció un método para dar marcha atrás al automóvil mediante una unidad Dynastart reversible. La unidad Dynastart, que se duplicó como motor de arranque y dínamo en estos modelos, incorporó un interruptor de solenoide de inversión incorporado. Después de detener el motor y operar este interruptor, el Dynastart, y en consecuencia el motor, girarían en la dirección opuesta.

## Posición fiscal

### Ventajas fiscales
El automóvil demostró ser popular en el mercado del Reino Unido, donde su configuración de tres ruedas significaba que calificaba para una tasa de impuesto sobre la compra más baja, un impuesto especial para vehículos más bajo y un seguro más barato que los autos de cuatro ruedas comparables. La configuración de tres ruedas, el bajo peso y la falta de marcha atrás también significaban que se podía conducir con una licencia de motocicleta.

### Cambios fiscales
En abril de 1962, el tipo impositivo sobre las compras del 55 por ciento, que se había aplicado a todos los vehículos de cuatro ruedas vendidos en el Reino Unido desde la guerra, se redujo al 45 por ciento. En noviembre de 1962, se redujo en otro 20 por ciento al 25 por ciento, la misma tasa que se aplica a los vehículos de tres ruedas. Este rápido cambio significó que en el punto de venta, algunos vehículos de tres ruedas se volvieran más caros que los de cuatro ruedas como el Mini. En respuesta, Tom Gratrix, jefe de Sharp, envió un telegrama al Canciller advirtiendo que, a menos que se aplicara un recorte fiscal similar a la tasa del impuesto sobre la compra de vehículos de tres ruedas, habría 300 despidos y posiblemente el cierre de la fábrica de Sharp. No se produjo ningún corte, las ventas de Minicars disminuyeron rápidamente desde este punto y el Minicar final se produjo en 1966. Al final de la producción se habían fabricado 24482.

## Minicar 1949–51
Comercializado como el Bond Minicar (el sufijo Mark A se agregó solo después de que se introdujo el Mark B), el automóvil fue anunciado como el automóvil más económico del mundo. Era de diseño austero y simple, sin lujos. La producción comenzó en enero de 1949, aunque se dijo que el 90 por ciento de la producción inicial se había asignado al mercado exterior.
Al igual que con el prototipo, una gran parte del Minicar se fabricó con diferentes aleaciones de aluminio. El cuerpo principal era una construcción muy simple de chapa de 18 swg con un mamparo principal de 14 swg. La integridad de la estructura principal de la piel estresada se vio reforzada por la ausencia de puertas, ya que los lados del cuerpo se consideraron lo suficientemente bajos como para pasarlos sin mayores inconvenientes (a menos que llevara una falda). La mayoría de los paneles de la carrocería eran planos o curvas bastante simples, mientras que las curvas compuestas del capó y los arcos de los guardabarros traseros estaban presionados como paneles separados. El parabrisas estaba hecho de Perspex. Se alegó que el automóvil pesaba solo 140 kg (308 libras) "todo incluido" o 129 kg (285 libras) en seco y su peso ligero se demostró regularmente cuando una persona levantaba toda la parte trasera del automóvil. del suelo sin ayuda. Una prueba de funcionamiento entre Preston y Londres a una velocidad media de 22.8 mph (36.7 km/h) arrojó un consumo medio de combustible de 97 mpg-imp (2.9 L/100 km; 81 mpg-US) para el viaje.
El coche tenía un solo banco con un pequeño compartimento abierto detrás apto para equipaje. También había una capucha plegable con pantallas laterales desmontables. Los faros eran unidades independientes montadas en el costado del automóvil, aunque de tan poca potencia, se ha descrito que proporcionan "más un destello que un haz". En la parte trasera había una lámpara pequeña, única, montada en el centro.
El motor Villiers 10D 122 cc (7 pulgadas cúbicas) refrigerado por aire tenía una caja de cambios manual de tres velocidades de construcción de unidad sin marcha atrás. Este tenía una potencia de 5 CV (4 kW; 5 CV) a 4400 rpm que, según los fabricantes, proporcionaba una relación potencia/peso de 49 CV (37 kW; 50 CV) por tonelada sin carga. La unidad del motor se sentó en un soporte de aleación delante de la rueda delantera, formando parte de su soporte. Tanto la rueda delantera como el motor se suspendieron como parte del sistema de suspensión delantera de eslabones de arrastre, que estaba equipado con un solo resorte helicoidal y un amortiguador de fricción Andre Hartford. Las ruedas traseras estaban montadas rígidamente a la carrocería sobre muñones de eje con suspensión proporcionada por neumáticos tipo "globo" de baja presión. El arranque se logró mediante el uso de un tirador montado debajo del panel de instrumentos y conectado por cable a una palanca de arranque modificada en el motor. La dirección constaba de un sistema de poleas y un cable normalmente denominado "bobina y cable", que conectaba un volante convencional a la unidad de dirección delantera. La disposición de dirección de bobina y cable fue reemplazada por un sistema de piñón y cremallera en octubre de 1950. Los frenos se proporcionaron solo en las ruedas traseras; eran frenos de tambor convencionales accionados por un sistema de cables y varillas. Al principio, Sharp adoptó una política de actualización gradual y continua de los Minicars, ya sea para simplificar o reducir el mantenimiento, para corregir fallas notadas o para mejorar algún aspecto del rendimiento. Por lo general, esos cambios se pusieron a disposición en forma de juegos para permitir a los propietarios existentes actualizar sus propios automóviles de manera retroactiva.
En diciembre de 1949, se agregó una versión Deluxe a la gama. Este tiene un motor Villiers 6E de 197 cc (12 pulgadas cúbicas), que tenía una potencia aumentada a 8 bhp (6 kW; 8 PS) y una relación potencia/peso de 51 bhp (38 kW; 52 PS) por tonelada. También hubo una serie de mejoras modestas, incluida una rueda de repuesto y un espejo retrovisor único. El limpiaparabrisas de accionamiento manual instalado en el automóvil estándar se actualizó a un tipo Lucas eléctrico. Aunque se descubrió que esto dañaba el parabrisas de metacrilato original, no fue reemplazado por una pantalla de vidrio de seguridad Triplex hasta la introducción del Mark B en 1951.
Un Bond Minicar Deluxe probado por la revista The Motor en 1949 y que transportaba solo al conductor tenía una velocidad máxima de 43.3 mph (69.7 km/h) y podía acelerar de 0 a 30 mph (48 km/h) en 13.6 segundos. Se registró un consumo de combustible de 72 mpg-imp (3.9 L/100 km; 60 mpg-EE. UU.). El auto de prueba costó £262, impuestos incluidos.
Hacia fines de 1949 (como se dio a conocer y se demostró en octubre en el Motor Cycle Show en Earls Court, Londres) se puso a disposición un dispositivo mecánico de inversión opcional que constaba de una palanca larga con un trinquete y un casquillo hexagonal en el extremo que encajaba en el centro. del cubo de la rueda trasera del lado del conductor. Este dispositivo podría operarse desde el asiento del conductor y permitir que el automóvil se girara hacia atrás con la mano para ayudar con las maniobras.

## Minicar Mark B 1951–52
El desarrollo progresivo del Minicar y Minicar Deluxe continuó hasta la introducción más significativa de la suspensión trasera independiente de muelles helicoidales y el muy necesario parabrisas de vidrio de seguridad Triplex. (El parabrisas Triplex fue ofrecido posteriormente por Sharp's Commercials como un kit de ajuste para el Minicar anterior). Esto brindó una oportunidad ideal para relanzar el automóvil como Bond Minicar (Mark B) en julio de 1951.
Gran parte del trabajo de diseño de la Mark B, en particular la suspensión trasera, fue realizado por el ingeniero Granville Bradshaw. Bradshaw se había involucrado con el Minicar por invitación de su hermano Ewart Bradshaw, el presidente de Loxhams and Bradshaws Group, del cual Sharp's Commercials era una subsidiaria.
El sistema de suspensión trasera era del tipo de pilar deslizante, un bloque que transportaba el muñón del eje subía y bajaba sobre dos pilares guía montados sobre una sólida fundición atornillada al costado de la carrocería. El movimiento vertical del bloque estaba controlado por resortes helicoidales. La suspensión delantera se actualizó con un amortiguador hidráulico.
Externamente, las diferencias entre Mark A y Mark B Minicar eran muy sutiles. Los guardabarros traseros eran un poco más pequeños pero más anchos para acomodar el movimiento de las ruedas, mientras que el área de almacenamiento detrás de los asientos traseros también se amplió, aumentando ligeramente la longitud total del automóvil y cambiando su perfil trasero. Debajo de la carrocería, hubo mejoras en la eléctrica y en el sistema de frenos. El capó también fue rediseñado para proporcionar más espacio para la cabeza dentro del automóvil.
Sólo se produjo una versión del Mark B Tourer, y todos los coches de producción tenían el motor Villiers 6E y los parabrisas de vidrio de seguridad Triplex.

### Anuncios de Sharp 1951-1952
En la feria de motocicletas de noviembre de 1951, El anuncio Sharp lo describió como "un diseño revolucionario en el campo de los vehículos comerciales". El Anuncio Sharp 3 Cwt tomó el concepto del diseño utilitario ligero de tres ruedas del Minicar y lo adaptó como base para un vehículo industrial liviano descapotable. El prototipo amarillo y negro en la feria fue impulsado por un motor de válvulas laterales de cuatro tiempos Indian Brave Motor de válvula lateral de cuatro tiempos de 248 cc (15 pulgadas cúbicas) (suministrado por Brockhouse Engineering Co., Southport) y montado en una cuna delante y por encima de la rueda delantera. Aunque se describió como "construido sobre el principio de la piel estresada", los grandes recortes para permitir un fácil acceso desde ambos lados del vehículo requerían mucho refuerzo adicional del piso, con una viga central de acero, un travesaño entre las ruedas traseras y más arriostramiento triangular. El asiento individual estaba ubicado en el centro al igual que el volante. La dirección fue por gusano y sector, y los paneles laterales ensanchados permitieron que la única rueda delantera girara 180° completos, haciendo que el vehículo fuera extremadamente maniobrable. Todo el motor, el tren de transmisión y la unidad de dirección se pueden quitar quitando cuatro pernos para facilitar el servicio. A diferencia del Minicar, había frenos en las tres ruedas y había un piso de listones de madera detrás del conductor. Aunque el Anuncio Sharp's nunca entró en producción, sirvió como precursor de las versiones furgoneta y pickup del Mark B que apareció en 1952.
El Minitruck de Sharp, (inicialmente, se los conocía como Utility en los registros de producción) era la versión pickup, que exteriormente era muy similar al Mark B Tourer, pero incluía una extensión de la carrocería detrás de la rueda trasera. También reemplazó el asiento de banco del Tourer con un solo asiento para el conductor, aunque a diferencia del asiento central del Commercial 3 Cwt, este se colocó convencionalmente a la derecha. El compartimiento de mercancías extendido y el espacio junto al conductor proporcionaron una capacidad de carga declarada de 3 cwt y 24 pies cúbicos (0,68 m³). El vehículo descapotable tenía un capó plegable con una solapa enrollable en la parte trasera para ayudar a cargar.
La Minivan de Sharp se presentó junto con la Minitruck. Tenía la misma capacidad de carga y también compartía la misma longitud extendida de la camioneta, pero tenía un compartimiento de aluminio cerrado detrás del asiento del conductor con una puerta trasera con bisagras laterales. Un techo de tela corto cubría el espacio entre el compartimiento de la camioneta y el parabrisas.
Otro desarrollo final basado en la Minivan fue el "Safety Saloon" de la familia Bond. Se instalaron ventanas laterales adicionales en el compartimiento trasero de la camioneta y se agregaron dos pequeños asientos tipo hamaca a cada lado de la puerta trasera mirando hacia adentro. Con el asiento de banco del turismo reemplazando el único asiento delantero de la camioneta y la camioneta, esto dio suficiente espacio para dos niños y dos adultos. Se desconoce el número de "Safety Saloons" producidos, ya que los registros de fábrica no distinguen entre el Saloon y el Minivan.
La producción total del Mark B fue de 1414 vehículos, incluidos 240 Minitrucks/Utilities y 84 Minivans (y "Safety Saloons").

## Minicar Mark C 1952–56
Aproximadamente al mismo tiempo que se lanzó el Mark B, se había comenzado a trabajar en lo que posteriormente se denominó una "versión simplificada" del Minicar. Con el distintivo de "ESC" (el automóvil más pequeño de Inglaterra), este prototipo utilizó el cuerpo principal y la suspensión trasera del Mark B, pero agregó alas delanteras simuladas, una puerta del lado del pasajero y una cenefa debajo de su parrilla de forma ovalada.
En el momento de la demostración del ciclo y del ciclo del motor de Earl's Court en noviembre de 1951, se exhibieron tres Mark C de preproducción. En estos, los alas delanteras se habían vuelto más largos y de perfil menos triangular que el ESC, la parrilla también era más baja y más redondeada y el faldón delantero ahora tenía una forma de parachoques más definida. El nuevo diseño del Minicar fue muy bien recibido, y debía salir a la venta a principios de 1952. En julio, sin embargo, "debido a dificultades de suministro" todavía no estaba disponible, y los primeros automóviles de producción no se registraron como fabricados hasta octubre de 1952. Cuatro de los autos se exhibieron en la feria de ese año junto con una Minivan de Sharp.
El cambio en el estilo de la carrocería del Mark B fue tanto funcional como estético. El Mark C utilizó el mismo bloqueo de dirección de 180 ° y el sistema de dirección helicoidal y sectorial que se vio en el prototipo Comercial y las aletas delanteras permitieron un amplio espacio libre en el bloqueo total. También abordaron la demanda de los clientes de una "mayor suavidad de línea", y permitió una ubicación más robusta para el montaje de las luces delanteras. Otras mejoras incluyeron frenos operados por varilla y cable en las tres ruedas, que "acortan considerablemente las distancias de frenado".
Durante el desarrollo, el Mark C había utilizado la misma suspensión de pilar deslizante en la parte trasera que el Mark B, pero en septiembre de 1952, esto se había cambiado para las unidades de suspensión Flexitor producidas por George Spencer Moulton & Co. Ltd. Las unidades Flexitor eran un tipo de amortiguador de brazo de palanca que utilizaba caucho adherido en torsión como amortiguador. En estas unidades se monta un muñón de eje sobre un brazo de arrastre con el punto de pivote que es una varilla de acero. Esta varilla está pegada dentro de un tubo de goma que atraviesa y también está pegada a una carcasa de acero externa. La carcasa está atornillada a la parte inferior del automóvil. Las unidades proporcionan aproximadamente 3 pulgadas (76 mm) de movimiento vertical a cada eje trasero independiente.
El montaje del motor era sustancialmente diferente. En lugar de estar suspendido de una cuna de aleación como en el Mark A y B, el motor ahora se encontraba en una cuna de acero atornillada a un tubo de acero muy inclinado que pivotaba directamente detrás del motor a través de un soporte de dirección de aleación. Este soporte, que sostiene el motor y la unidad de rueda delantera, está atornillado a un mamparo de aleación de fundición que forma un componente estructural importante del automóvil. Se decía que el montaje del motor había sido una fuente regular de fallas tanto en el Mark A como en el Mark B, y este nuevo diseño fue nuevamente obra de Granville Bradshaw.
La puerta lateral única, que se había introducido en alrededor del 6½ por ciento de los vehículos de producción Mark B después de noviembre de 1951, se convirtió en un accesorio estándar en el Mark C. Debido a que la construcción monocasco del automóvil dependía principalmente de su piel para la rigidez, el tamaño de la puerta se limitó severamente y para superar la disminución resultante en la rigidez estructural, se colocaron soportes verticales de refuerzo de acero a ambos lados y a lo largo del borde inferior de la abertura de la puerta.
En enero de 1953, algunos coches estaban equipados con alas traseros de fibra de vidrio. Los capós de fibra de vidrio siguieron poco después, pero no se utilizaron en vehículos de producción hasta diciembre de 1954. El costo de producción de las piezas de fibra de vidrio era aproximadamente el mismo que el del aluminio, pero se decía que las piezas eran más ligeras y resistentes.

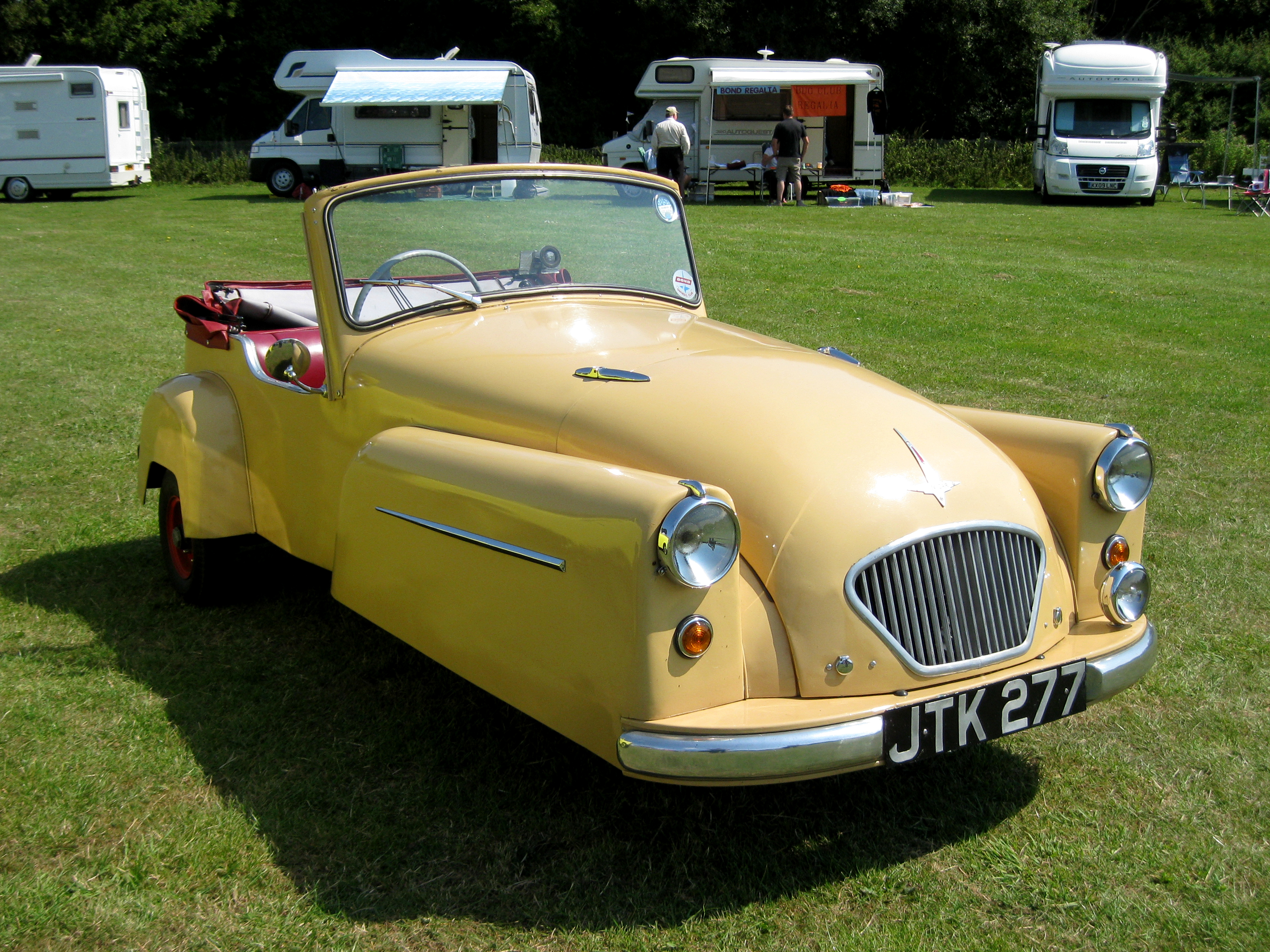
1956 Bond Minicar Mark C Deluxe Tourer mostrando la parrilla Tipo II posterior

Inicialmente, el Mark C solo estaba disponible como el Standard Tourer o el Tourer de Lujo con un solo asiento de banco, con capacidad para dos o tres personas. La versión Deluxe incluía un motor de arranque eléctrico junto con parachoques traseros. La gama se amplió en marzo de 1954, cuando se agregaron las versiones Standard Family Safety y Deluxe Family Safety. En estos modelos, la carrocería se extendió detrás del asiento delantero y, al igual que en el anterior Bond Family Safety Saloon, se agregaron dos asientos estilo hamaca para niños orientados hacia adentro en el espacio. El material publicitario de la fábrica resucitó la etiqueta Safety como parte del nombre de este modelo, pero generalmente se eliminó en otros lugares.
El Minitruck de Sharp continuó en producción, pero ahora incorporó todas las características mecánicas y de estilo de la nueva Mark C. El último se realizó en marzo de 1956.
Se hicieron intentos para penetrar en el mercado estadounidense en 1953–54, donde el automóvil fue comercializado por Craven y Hedrick de Nueva York y renombrado como el Sharp's Bear Cub. Sin embargo, parece que tuvo poco impacto y el arreglo duró poco.
Al igual que con los Minicars anteriores, el Mark C se mejoró y desarrolló con el tiempo con numerosos cambios menores. En particular, Villiers reemplazó el motor 6E con la versión 8E en junio de 1953. Este tenía la misma capacidad total, pero un rendimiento ligeramente mayor, ahora 9 bhp (7 kW; 9 PS). En octubre de 1953 se introdujo un nuevo parabrisas y un marco Triplex, se retiró la guantera del tablero, se reemplazó un asiento de dos ruedas a la variedad superior redonda anterior y se eliminaron los viejos cambios de marcha y eje de dirección u/j. A veces se usaba acero para las aletas traseras cuando era difícil obtener suministros de aluminio. Las siguientes actualizaciones de octubre rediseñaron el sistema de frenado, introdujeron parachoques traseros en los modelos Tourer y parachoques delanteros para todos los Deluxes. Varios cambios menores más en octubre de 1955 estuvieron marcados por un cambio mucho más notable en la forma de la reja delantera del familiar óvalo a un diseño más angular (designado Tipo II).

## Minicar Mark D 1956–58
En mayo de 1956, el Mark C se suspendió y se introdujo el Mark D. Los cambios entre el último Mark C y el Mark D, al igual que los del último Mark As y el Mark B, están casi completamente ocultos a la vista y los autos son externamente idénticos. Sin embargo, debajo del capó del Mark D, Villiers había mejorado sustancialmente el motor de 197 cc (12 pulgadas cúbicas), que ahora se convirtió en el Mark 9E. Los principales cambios fueron un embrague de 4 discos, una cadena de transmisión final más pesada con ajuste simplificado y una relación de marcha superior más alta. Se dijo que el 9E producía un aumento del 12½ por ciento en la potencia sobre el 8E, proporcionando 8.4 bhp (6 kW; 9 PS) a 4000 rpm. Esto aumentó la velocidad de crucero a alrededor de 45 mph (72 km/h), con una velocidad máxima de 51 mph (82 km/h). Los sistemas eléctricos se actualizaron de 6 a 12 voltios, lo que permitió faros más potentes con luces laterales separadas dentro de las unidades de faros. Todos los modelos Deluxe incluyen el SIBA Dynastart. Otros cambios que se habían introducido gradualmente en los Mark C a lo largo de los años se trasladaron al Mark D. Esto incluyó elementos como la suspensión trasera reforzada, los destellos laterales cromados en las alas delanteras de los modelos Deluxe y luces traseras más grandes con reflectores traseros integrados. Además del ligero aumento de peso, Sharp también notó que la distancia al suelo en la Mark D ahora era de solo 6.5 pulgadas (170 mm) en comparación con las 180 mm (7 pulgadas) de la Mark C.
La fábrica ofreció cuatro versiones del automóvil: el Standard Tourer y Deluxe Tourer de dos/tres plazas y el de cuatro asientos (dos asientos delanteros para adultos y dos asientos estilo hamaca para niños orientados hacia adentro) Standard Family Safety y Deluxe Family Safety. Los modelos de dos/tres plazas también estaban disponibles directamente de Sharps con un techo rígido de fibra de vidrio desmontable. A principios de año se habían introducido cubiertas rígidas similares en el mercado de accesorios para cada tipo de Minicar, desde la familia Mark A hasta la familia Mark C, por parte de Sharples Engineering Company, que también tenía su sede en Preston.
Se informó que el motor revisado le dio al Mark D una aceleración notablemente mejor, una mejor capacidad de ascenso y un menor consumo de combustible en comparación directa con su predecesor. La marcha atrás a través de la unidad Dynastart se convirtió en una opción a partir de octubre de 1956 en los modelos de Lujo.
Con la introducción de la Mark E en diciembre de 1957, las Mark D de dos o tres plazas se eliminaron de la gama, al igual que los techos rígidos y la versión estándar de Family Safety. El Deluxe Family Safety continuó en producción junto con el Mark E y en agosto de 1958 todavía representaba alrededor del 25 por ciento de la producción.
Una caja de cambios de cuatro velocidades reemplazó a la versión de tres velocidades en octubre de 1958 y el modelo pasó a llamarse Family Tourer.
Una versión final del Mark D, el Family Four Saloon se mostró en el Salón de motocicletas de 1958. Este automóvil tenía un alerón trasero alargado y una sección de cola y un techo rígido incorporado con ventanas laterales y luneta trasera envolvente. Esta versión nunca entró en producción y se cree que solo se produjo una. La producción de todas las versiones de la Mark D terminó en noviembre de 1958, aunque la Family Tourer permaneció listada como "disponible" hasta que se anunció la gama 1960.

## Minicar Mark E 1956–58
Anunciado el 31 de octubre de 1956 como una adición tardía a la gama de 1957, el Mark E era radicalmente diferente en diseño de cualquier Minicar anterior.
En un intento deliberado de introducir "líneas de automóviles modernas", el Mark E introdujo una construcción semi-monocasco, tanto para mejorar la resistencia del automóvil como para permitir la instalación de puertas de altura completa en ambos lados. Como se anunció, el automóvil prototipo era completamente plano y, al igual que con los modelos anteriores, se usaba aleación ligera para todos los paneles exteriores. Debajo de la piel, había dos marcos de acero principales, uno que constituía el soporte principal para el piso, la suspensión trasera y las puertas y un segundo que llevaba el conjunto de dirección y el motor. Este segundo bastidor se describió como "semiflotante" para permitir la amortiguación de las vibraciones del motor y evitar fracturas. Se obtuvo mayor resistencia al separar el capó de la parrilla delantera, lo que permitió que el marco de la parrilla agregara rigidez a la parte delantera del automóvil. La vía y el ancho total del automóvil eran los mismos que los del Mark D, pero la distancia entre ejes se extendió en 12 pulgadas (300 mm). Aunque no se apreció en ese momento, esto afectó fundamentalmente la estabilidad del automóvil y lo hizo propenso a volcarse. La protección contra la intemperie era más sofisticada, el capó ahora incluye una sección frontal que se puede enrollar hacia atrás como techo solar, mientras que las pantallas laterales desmontables incorporan ventanas corredizas. El asiento seguía siendo un solo banco, pero el respaldo ahora estaba dividido, un tercio permitía el ajuste para adaptarse a la comodidad del conductor, mientras que el resto se abría hacia adelante para permitir el acceso al maletero. La iluminación se mejoró con faros más grandes, indicadores intermitentes y luz de matrícula trasera. El tanque de combustible se incrementó en tamaño a 3.25 imp gal (15 l), pero el automóvil retuvo el motor Villiers 9E/3 con caja de cambios de tres velocidades. Se esperaba que las entregas del nuevo automóvil comenzaran en mayo de 1957.
Como resultaron las cosas, la demanda del Mark D Minicar fue tal que se tomó la decisión de retrasar la introducción del Mark E hasta más tarde. A pesar de que una revista utilizó uno de los prototipos para una extensa gira europea en el verano de 1957, no fue hasta que la fábrica probó otros autos de preproducción inmediatamente antes de la producción completa que los problemas con el manejo del automóvil fueron revelado.
El Mark E Tourer finalmente salió al mercado en diciembre de 1957 junto con el Mark D. En producción, el Mark E era notablemente diferente de su prototipo con una distancia entre ejes más corta y una pista más ancha para corregir los problemas de estabilidad. En lugar de ensanchar todo el automóvil para retener los lados planos del prototipo, el ancho adicional de la pista se acomodó haciendo que la parte inferior de las aletas traseras se viera hacia afuera. Las ruedas traseras también se movieron hacia adelante aproximadamente 12 pulgadas (305 mm). Dentro del automóvil, hubo cambios en la forma del tablero de fibra de vidrio y el motor se actualizó al Villiers 9E / 4S con caja de cambios de cuatro velocidades. Externamente, los overriders que se ven en los vehículos de preproducción se eliminaron de los parachoques delantero y trasero y el automóvil ahora incluye dos limpiaparabrisas. La velocidad máxima ahora era de alrededor de 50 mph (80 km/h).
En mayo de 1958, estuvo disponible una segunda versión del Mark E, el Mark E Saloon Coupé. Externamente, debido a que el techo era más largo que el del turismo, esto daba la impresión de que el automóvil era un 2+2, pero internamente tenía el mismo tamaño, y simplemente reemplazó la capota blanda convertible con un techo de fibra de vidrio de longitud completa. Aunque no se describe como un techo rígido desmontable, el techo podría (¡con un poco de paciencia!) Quitarse en una sola pieza, si se desea.
En un truco publicitario para Sharp's, tres Bond Minicar Mark Es, (dos Berlina Coupé y un Tourer) fueron los primeros automóviles en circular por la primera autopista de Gran Bretaña, el Preston By-pass cuando se inauguró la mañana del 5 de diciembre de 1958. Las ventas El Departamento pensó que sería una buena idea que Bonds fuera el primero en la alineación cuando las cámaras de televisión grabaron la apertura. (Los Bonos en realidad no fueron los primeros en llegar ya que Austin Healey Sprite ya los había vencido. Sin embargo, después de un poco de negociación y sin duda alguna recompensa financiera, el propietario del Sprite se movió amablemente y los Bonos se alinearon como estaba planeado. ) La idea era que el primer y tercer automóvil equipados con motores de solo 197 cc (impulsados por Doug Ferriera en LRN 963 y Alan Pounder en el automóvil 3) retenieran el tráfico bloqueando ambos carriles calzada cuando se abrió por primera vez), mientras que el segundo automóvil, LCK 479, un Tourer conducido por John Woods, el gerente de producción (y equipado con uno de los nuevos motores Villiers de 247 cc, como está disponible en el nuevo Mark F), arrancaría y adelantaría el primer coche y acelera hasta ponerse en cabeza, listo para ser fotografiado por la BBC. Pero el plan fracasó, ¡porque Bond adelantó al equipo de cámara hasta el puente donde se iba a realizar la toma! En consecuencia, el noticiero de la noche solo mostró el segundo y tercer Bonos entre el tráfico el día de la inauguración. Ahora parte de la M6, este evento fue recreado para el 50 aniversario de las autopistas por el programa Inside Out de la BBC en 2008.
La producción de Mark E terminó en noviembre de 1958.

## Minicar Mark F 1958–63
El Salón de la Motocicleta de Londres de noviembre de 1958 se utilizó para lanzar el Minicar Mark F. Al igual que con el cambio del Mark C al D, la designación fue principalmente para denotar una progresión mecánica significativa del Mark E en lugar de cualquier diferencia notable en la apariencia externa del automóvil. Se mostraron tres versiones del nuevo modelo, el Mark F Tourer, el Mark F Berlina Coupé y el Mark F 4-Seater Family Berlina. El Tourer y el Coupé eran idénticos a las versiones Mark E, pero el motor Villiers 9E de 197 cc (12 pulgadas cúbicas) fue reemplazado por un Villiers 31A de 247 cc (15 pulgadas cúbicas). Aunque este motor contaba con 12 CV (9 kW; 12 CV) a 4.500 rpm (un aumento de 3,6 CV (3 kW; 4 CV)), el consumo de combustible, las dimensiones y el peso de la unidad eran casi idénticos a los del 9E. Las pruebas realizadas durante el verano de 1958 incluyeron escalar una pendiente del 28% "sin problemas" y detener y reiniciar las pruebas con dos personas en la misma pendiente. La velocidad máxima se dio como 55 mph (89 km/h) con un consumo promedio de combustible de 60 mpg-imp (4.7 L/100 km; 50 mpg-US). El salón familiar de 4 plazas era idéntico al Coupé desde el exterior, pero en el interior, la cubierta trasera se recortó para dejar espacio para un asiento trasero estilo hamaca orientado hacia adelante, lo suficientemente grande para dos niños. A diferencia de los asientos similares de la familia Mark D, estos podrían separarse completamente para transportar cargas. Los tres modelos ofrecían marcha atrás opcional.
En marzo de 1960 se introdujo un cuarto modelo, la camioneta Bond Ranger, que utilizó el cuerpo con el corte detrás de los asientos delanteros del Family Saloon y lo combinó con un techo rígido similar sin ventanas laterales, pero con la adición de una abertura. solapa alrededor de la ventana trasera. Un modelo muy económico, en forma estándar venía acabado en imprimación con una capa de acabado como extra opcional. Un total de 39 coches de este tipo se registraron en los registros de producción de la fábrica como Van en lugar de Ranger. Se cree que esto denota que solo estaban equipados con un solo asiento delantero del conductor para aumentar la capacidad de carga, muy parecido al Minitruck de 1952. La ley del Reino Unido en ese momento también significaba que este tipo de vehículo liviano de tres ruedas de un solo asiento se podía conducir sin acompañante con placas en L para estudiantes sin la necesidad de pasar un examen de manejo.
La producción del Saloon Coupe y la Tourer se interrumpió en julio de 1961, seguida de la Family Saloon un mes después, en agosto de 1961, para dar paso a la introducción del nuevo modelo Mark G. El Ranger continuó produciéndose junto con el Mark G hasta que también se suspendió en octubre de 1962.

## Minicar Mark G 1961–66
Considerado extensamente como el Minicar de "nueva línea", la evolución final del Bond Minicar todavía se basaba en gran medida en la carrocería del Mark F. Sin embargo, un techo de fibra de vidrio de forma revisada, nuevas puertas, un nuevo parabrisas con luces traseras que se abren y ruedas más grandes transformaron en gran medida la apariencia del automóvil. Sin embargo, aunque el diseño del automóvil era similar al Mark F, casi todo lo relacionado con la mecánica del Mark G era diferente con muy pocos componentes transferidos.
Los soportes de acero alrededor de las luces traseras permitieron que el parabrisas se inclinara más pronunciadamente y se moviera hacia adelante para proporcionar más espacio interior. Esto también permitió que se instalara un asiento trasero tipo banco con resortes adecuados, con capacidad para dos adultos. Los asientos delanteros eran ajustables en posición y el lado del pasajero ahora se pliega mucho más hacia adelante que en los modelos anteriores para permitir un acceso más fácil a la parte trasera, aunque las puertas todavía se sentían demasiado estrechas para facilitar la entrada. Los controles eran similares a los del Mark F, pero el grifo de combustible ahora se movió de debajo del capó a debajo del tablero. Las puertas ahora se pueden cerrar con llave e incluyen ventanas de cuerda.
La producción del Mark G comenzó en agosto de 1961 e inicialmente el Bond 250 G Minicar era la única versión disponible. El techo de nuevo estilo ofrecía varias pulgadas más de espacio para la cabeza e incorporaba una ventana trasera inclinada hacia atrás del tipo popularizado en el Reino Unido por el Ford Anglia. Esto fue reflejado inicialmente por aletas de cola de fibra de vidrio nominales insertadas en las aletas traseras de aluminio antes de que las alas se hicieran completamente de fibra de vidrio.
Bajo el capó, el automóvil utilizó la nueva unidad Villiers Mk 35A diseñada específicamente para él. Un desarrollo del 31A, el nuevo motor incorporó numerosos refinamientos mecánicos para mejorar la resistencia y confiabilidad, aunque ligeramente a costa de la potencia total, ahora con una potencia de 11.5 CV (9 kW; 12 CV) a 4500 rpm. La suspensión trasera se revisó por completo, con unidades de brazo de arrastre controladas por amortiguadores Armstrong. Los sistemas de frenos de varilla y cable de automóviles anteriores también fueron reemplazados por un sistema de frenos de varilla y semihidráulico Lockheed (freno delantero completamente hidráulico, pero los frenos traseros aún operados por varilla desde un cilindro hidráulico central montado en el piso) que actúa sobre las tres ruedas. Se agregaron dos modelos más a la gama en mayo de 1962 y junio de 1962, respectivamente, el Mark G Ranger y el Mark G Estate. La finca presentaba un gran hatchback con bisagras en el techo. En el interior, los asientos traseros también se pueden plegar o quitar por completo. En la versión Ranger se omitieron los asientos traseros y las ventanas laterales traseras.
Aunque la respuesta del público en el Salón de Motocicletas de 1962 siguió siendo alentadora, los cambios en el impuesto a las compras significaron que ahora había una diferencia de precio mucho menos significativa entre el Minicar y otros autos pequeños y en noviembre la producción se redujo con la consiguiente pérdida de empleos.
No obstante, el desarrollo continuó y se ofreció una selección de motores en todos los modelos a partir de marzo de 1963. Villiers modificó y desarrolló su unidad de motor de dos cilindros 2T de 249 cc (15 pulgadas cúbicas) específicamente para Bond y este nuevo motor fue designado como 4T. Producía (14.6 bhp (11 kW; 15 PS)) a 5.500 rpm y ahora se decía que la velocidad máxima era "poco más" de 60 mph (97 km / h) con un consumo medio de combustible de 58 mpg-imp (4.9 L/100 km; 48 mpg-EE. UU.). Los modelos berlina se equiparon con un maletero que se abría desde abril de 1964.
En un intento por frenar la caída de las ventas, en octubre de 1964 se presentó una versión económica de 2 asientos del Minicar, el Bond Mark G Tourer. Básicamente, se utilizó la carrocería del automóvil sedán, pero con una plataforma trasera más grande que incorpora una tapa del maletero que se abre, un capó plegable, un nuevo capó de fibra de vidrio, paneles de puertas lisos, sin molduras laterales cromadas y luces traseras que no se abren. En forma estándar, venía con el motor 35A, pero la moldura lateral y el motor 4T estaban disponibles como opción.
La producción de la berlina y la Tourer cesó en octubre y diciembre de 1965 respectivamente, mientras que la producción de la Ranger y la Estate terminó en abril de 1966.
El último Minicar producido fue un Estate pintado solo con imprimación en noviembre de 1966. Los registros de producción no muestran ningún número de motor para este vehículo, pero está registrado como destinado a Grecia.